# Naučná stezka Lesopark Chrasť
Naučná stezka Lesopark Chrasť, slovensky náučný chodník Lesopark Chrasť nebo Spoznaj seba, spoznaj les, je naučná stezka v městském parku/lesoparku Lesopark Chrasť města Žilina na Slovensku. Nachází se také v okrese Žilina v Žilinském kraji a mezoregionu Žilinská kotlina.

## Historie a popis stezky
Nenáročná trasa naučné stezky Lesopark Chrasť má délku cca 1,5 km a maximální převýšení přibližně 25 m. Je zaměřena na lesnictví, ochranu přírody, ekologii a blízký Národní park Malá Fatra. Stezku postavilo místní Občianske združenie Preles. Stezka poskytuje různorodé možnosti sportovního vyžití (chůze, běh, běh na lyžích, cyklistika, nordic walking apod.) a také oddychu (dětské hřiště, prolézačky, lanový park, lavičky, altánky, lavičky aj.).

### Informační panely
Na stezce je umístěno 9 informačních panelů s dřevěnými interaktivními prvky:
1. Sme v lese, čo tu ešte je
2. Les a lykožrút
3. Význam lesa v krajine
4. Druhy stromov a dreva
5. Strom a jeho život
6. Ako žije les?
7. Kam miznú lesy našej planéty?
8. Ako chrániť prírodu v našom okolí
9. Národný park Malá Fatra

## Další informace
Stezka je celoročně veřejně přístupná.

## Galerie

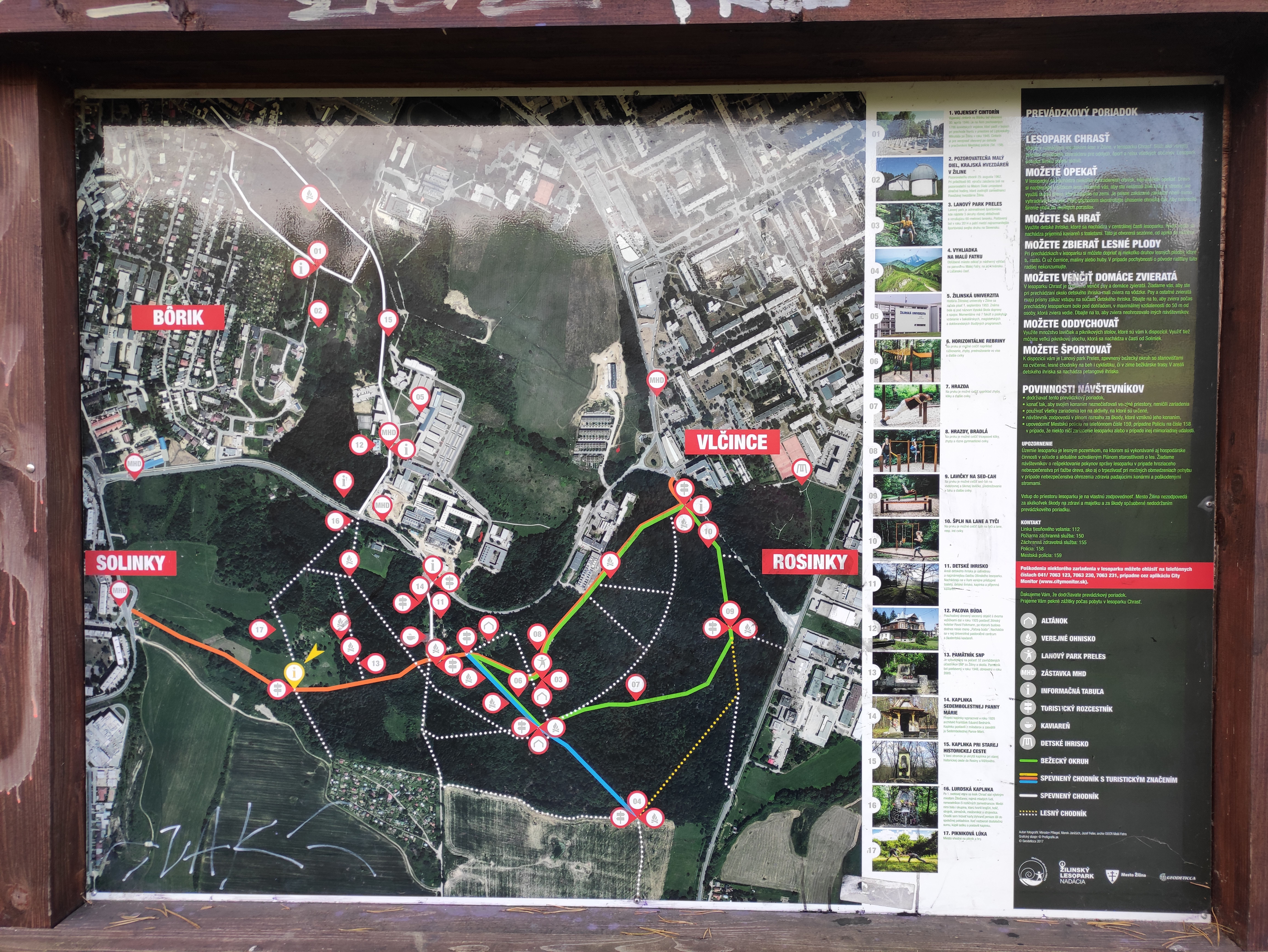
Mapa stezky
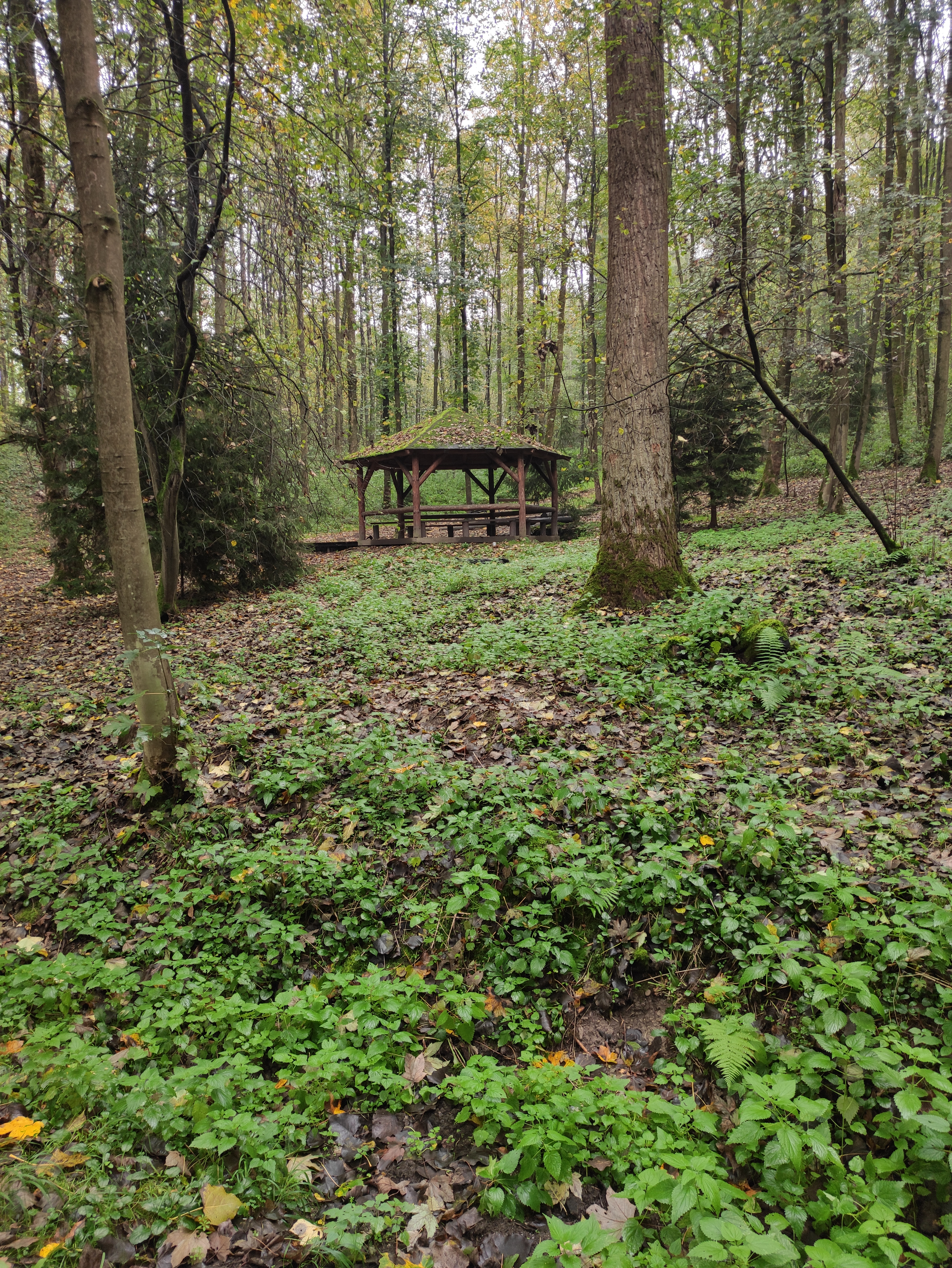
Altán u stezky